# Joan Vilà (football)
Joan Vilà Bosch, né le 26 avril 1954 à Cardedeu (province de Barcelone, Espagne), est un footballeur espagnol (milieu de terrain) reconverti en entraîneur et en dirigeant.

## Carrière

### Joueur
Après avoir joué avec les juniors du CF Cardedeu, Joan Vilà rejoint les juniors du FC Barcelone en 1970 à l'âge de 16 ans. Entre 1972 et 1974, il joue avec le FC Barcelone C. En 1974, il est prêté au Calella CF.
Entre 1975 et 1977, il joue au FC Barcelone B. En 1977, il fait le saut en équipe première du FC Barcelone. Il y passe deux saisons, le temps de gagner une Coupe d'Espagne (1978) et une Coupe des vainqueurs de coupe (1979), mais il ne joue que sept matchs de championnat.
Il joue la saison 1979-1980 avec l'AD Almería, puis revient au Barça pour la saison 1980-1981. Il rejoint le CE Sabadell (deuxième division) lors du mercato d'hiver et y reste jusqu'en 1982.
Parallèlement à sa carrière de footballeur, Joan Vilà suit des études de pharmacie et il obtient une licence dans cette matière à l'Université de Barcelone en 1981.
Entre 1982 et 1984, Joan Vilà joue en troisième division avec le EC Granollers. Il met un terme à sa carrière sportive en 1984.
Au total, il dispute 109 matchs dans les divisions professionnelles espagnoles (14 matchs en première division et 95 en deuxième division).

### Entraîneur
Joan Vilà commence sa carrière d'entraîneur en 1985 avec l'EC Granollers. 
En 1987, il est recruté par le FC Barcelone pour s'occuper de la formation des jeunes. En 1989, il obtient son brevet national d'entraîneur homologué par la Fédération espagnole.
En 1997, il prend les rênes du FC Barcelone C (troisième division) jusqu'en 2001. Entre 2001 et 2004, il entraîne le CE Mataró en Segunda división B (D3). Il retourne à l'EC Granollers pour la saison 2005-2006.

### Dirigeant
Joan Vilà est professeur de technique et tactique à l'École catalane d'entraîneurs entre 1991 et 1994. Il est directeur technique du football formateur de l'EC Granollers entre 2005 et 2006. Il devient ensuite directeur technique de Soccer Services entre 2005 et 2011. 
Entre 2009 et 2011, il est directeur technique de la Fédération catalane de football. Il est membre du comité directeur de l'association d'anciens joueurs du FC Barcelone entre 2005 et 2012. En 2011, il devient directeur de l'Aire de méthodologie du FC Barcelone.

## Palmarès
Avec le FC Barcelone :
- Vainqueur de la Coupe des vainqueurs de coupe en 1979
- Vainqueur de la Coupe d'Espagne en 1978 et 1981